# Lenguaje chat
El lenguaje chat, lenguaje SMS o ciberlenguaje es el lenguaje que emerge a través del uso de la comunicación escrita virtual en el teléfono móvil u otros dispositivos electrónicos conectados a través de una red tal como Internet. Se caracteriza por un uso abundante de abreviaturas con el fin de que el mensaje resulte más corto y rápido, pero también por la inclusión de emoticonos e imágenes para expresar sentimientos y emociones.
Las características de los primeros teléfonos móviles fomentaron el uso de abreviaturas. La escritura resultaba farragosa, ya que requería pulsar varias veces una tecla para generar un solo carácter. Además, los mensajes (SMS) estaban limitados a 160 caracteres y los proveedores del servicio cobraban un mismo importe por cada mensaje, por lo que resultaba más económico concentrar el máximo de información posible en la mínima extensión de texto.[cita requerida] Posteriormente, el uso de esta escritura abreviada se extendió de los 
La inmediatez propia de estos espacios no solo permite enviar una gran cantidad de mensajes en poco tiempo, sino que también moldea el lenguaje para que esos mensajes, siendo más cortos, sigan cumpliendo su función de comunicar algo. El ciberlenguaje supone una transgresión del lenguaje normativo, pasando a ser es, en ese sentido, un código que comparten los usuarios de los distintos medios virtuales, a través del cual se identifican como miembros de un grupo.
En teoría de la comunicación, el ciberlenguaje se considera una codificación adicional al propio idioma que se aplica al mensaje, y que se usa en contextos como mensajes SMS, chat, y mensajería instantánea. Estos nuevos códigos emergentes del lenguaje se propagaron con el auge de la mensajería instantánea y el servicio de mensajes cortos. Esta codificación lingüística no es universal, y cada idioma cuenta con su conjunto de reglas en función de las abreviaciones posibles y de la fonética propia de cada lengua.

## Historia

### Un precedente: el telégrafo
En el siglo XIX, la aparición del telégrafo revolucionó las comunicaciones, pues suponía un importante aumento de la velocidad de las mismas respecto al servicio de correo ordinario. Antes de la difusión del teléfono, los telegramas cobraron con rapidez cierta popularidad entre los ciudadanos a la hora de hacer comunicaciones con rapidez, tales como avisos urgentes. Este servicio se cobraba por palabras enviadas, de tal forma que los usuarios del mismo tenían que ingeniárselas para, manteniendo el significado del mensaje, minimizar el número de palabras a enviar y reducir el coste. Así, se eliminaba por ejemplo el uso de artículos o determinantes y se potenciaba el uso de sufijo para hacer más entendible lo que se emita con ello.

### El origen: las salas de chat
La comunicación a través de los servicios de chat se caracteriza por su dinamismo, lo cual al mismo tiempo supone una limitación intrínseca. Por ejemplo, por la construcción misma de los chats, la elaboración de oraciones complejas de varios renglones supone una desventaja, debido al desplazamiento continuo de las líneas de texto del chat. Por otro lado, los chats surgen como una alternativa de comunicación equivalente a una conversación informal y cotidiana. Es por ello que a menudo se sacrifican las normas gramaticales y ortográficas, en beneficio de una mayor rapidez y agilidad de la comunicación. Así, por ejemplo, el uso de tildes es frecuentemente inexistente. En realidad, aunque se trata de un método de comunicación escrito, equivale a una comunicación oral. El acercamiento entre lenguaje escrito y hablado lleva a veces a un uso voluntario de la representación fonética de expresiones o dialectos, como la transliteración del andaluz al lenguaje escrito.
Asimismo, este tipo de lenguaje característico adolece de una gran falta de comunicación extra más allá de las propias palabras, como por ejemplo en una conversación cara a cara, en la cual no solo se cuentan las propias palabras, sino la entonación o el lenguaje corporal. Esta carencia se suple con el uso de emoticonos, con las duplicación de letras o con el uso de letras mayúsculas para captar el interés de otros usuarios.
Aunque en ocasiones debido a la rapidez del medio pueden producirse errores tipográficos casuales (por ejemplo, las letras b y v son contiguas en los teclados QWERTY, los más extendidos), también cabe destacar el uso incorrecto adrede del lenguaje y la transgresión de las normas gramaticales a propósito como recurso humorístico o seña de identidad. Considerando el rango de edad de los usuarios donde el lenguaje chat está más extendido, precisamente la identificación del individuo cobra una mayor fuerza, al tratarse frecuentemente de adolescentes que desean distanciarse de sus iguales.

### Una evolución: los mensajes SMS
El caso de los teléfonos móviles o celulares hereda directamente del telégrafo. En este caso, nos encontramos también con un medio restrictivo, pues los mensajes cortos pueden contener un máximo de 160 caracteres, lo cual limita la cantidad de palabras que se pueden utilizar para comunicarse. Adicionalmente, en ciertos terminales móviles, el correcto uso de los acentos puede conducir a una reducción del número de caracteres disponibles para el mensaje debido a las carencias del alfabeto utilizado (GSM-7). Por tanto, se produjo una economía del lenguaje para minimizar el coste de la comunicación, recurriendo a abreviaturas en relación con la fonética y el significado de las palabras, sacrificando tildes y letras fácilmente predecibles según el contexto.
Estas características se asocian principalmente al uso de los SMS en teléfonos móviles con pantallas pequeñas y teclados alfanuméricos, en los cuales la escritura debía realizarse a partir de ir oprimiendo una de las 12 teclas hasta encontrar la letra que se buscaba. Así, los usuarios adecuaron sus estrategias a fin de poder comunicarse en un medio condicionado de distintos modos. Sin embargo, los usuarios —y, en particular, los jóvenes— encontraron en esta restricción una posibilidad de utilizar las abreviaciones como formas identitarias. Así fue como, en primer lugar, se expandió el uso de abreviaturas, reducciones, aféresis, entre otras pero, al mismo tiempo, se observó una tendencia al uso de formas expresivas con la reduplicaciones de consonantes, vocales y signos de puntuación. Lo que en primera instancia intentó favorecer la brevedad, encontró el camino hacia la expresividad. Tal fenómeno se repite en la mayoría de las comunicaciones digitales.
Las empresas de telefonía celular, al percatarse de este nuevo modo de expresión, comenzaron a hacer publicidad «insight» con esta forma de escribir para que los jóvenes se sintieran identificados. Podemos suponer la existencia de campañas de estas empresas repartiendo volantes o «flyers» que contenían estas abreviaturas para aumentar su uso.[cita requerida] Algo similar ocurrió con diferentes agencias publicitarias y durante la primera década de los 2000, se observó un uso constante en las publicidades de formas abreviadas.
Debido al uso de este lenguaje, aparecieron detractores que consideran que así se perderá la escritura de cada idioma. Los usuarios del chat que escriben en un lenguaje exageradamente corto, que simplifican palabras y que no respetan la ortografía reciben la denominación de cháters o chateros.
En la actualidad, sin embargo, el uso de teléfono inteligente, de teclados QWERTY y predictivos, no favorece el uso de abreviaturas. La comunicación por SMS ya no es necesariamente "telegráfica", sino, por el contrario, permite a los usuarios alcanzar sus metas comunicativas en la mayoría de las oportunidades. Los jóvenes, además, reconocen el contexto y suelen usar abreviaciones en función de sus interlocutores.

## Escritura
En la escritura SMS se reemplazan palabras por símbolos fonéticamente equivalentes, se cambian palabras por letras que suenen igual y se demuestran emociones con emoticonos. De esta forma de comunicación usada por los jóvenes se derivan las nuevas formas del lenguaje escrito, que cada vez son más, y su uso aumenta en otros sectores sociales. Es así como se origina el cambio de fonemas y grafemas que se ven en celulares, en chats, en cartas, en correos electrónicos y en publicidad.

### Características
Con el tiempo esta escritura ha ido transformándose y pueden notarse algunos cambios, como la supresión del grafema «e» delante de una «s», como en la palabra sponja y en todos los verbos que comienzan con letra «e», como star, scribir, stirar, que significan estar, escribir y estirar, respectivamente.
También se suprimen las «e» después de una «p» y «t» y la «a» detrás de una «c», como en las palabras prezoso ('perezoso'), ntro ('entero') y se quita la vocal «a» como en las palabras vak ('vaca') y akriciar ('acariciar'). Se quitan los grafemas «q» y «ch»; en algunos casos se eliminan la «h» y la «z»; se cambia la «y» por la vocal «i». Además, hay cambios gramaticales más notorios como el cambio en pronombres y artículos y otros componentes de la oración.

### Variantes y evolución
También suelen usarse minúsculas y mayúsculas intercaladas. Por ejemplo: iO sOi UnA XiK mUi dvRtiDa («Yo soy una chica muy divertida»). También suelen usarse caracteres especiales: ŞĬмÞ§øňŝ_łǻ_pęli©ůlẵ («Simpsons la película»), iø †ê kẽrö («Yo te quiero»).
De este dialecto surgió otro: el Poke-emo o Pokemón, presente en Chile. El Poke-emo no acorta las palabras sino que las alarga; además, agrega haches, equis y letras acentuadas inútiles, además de repetir, sobre todo, la última letra vocal de las palabras. Este lenguaje se inspira en diversos programas, personajes y series de televisión.[cita requerida]

## Controversia
Existe un buen número de personas que considera que el uso del lenguaje chat supone un empobrecimiento de la lengua y un retroceso en la cultura y la difusión de la ortografía y otras normas lingüísticas, llegando a calificarlo de aberración. Sin embargo, no son pocos los que consideran que dependiendo del contexto, este tipo de lenguajes son comprensibles o incluso recomendables. No cabe duda de que la economía de caracteres es un asunto importante a la hora de utilizar los servicios SMS de la telefonía móvil, o que durante el acto de tomar apuntes cuanta mayor sea la rapidez y capacidad de síntesis, menos información se perderá en el proceso, acercando el lenguaje SMS al nivel de la taquigrafía.
Existe una cierta preocupación respecto al uso que los jóvenes hacen del lenguaje chat, fundamentalmente fuera de su debido contexto. Sin necesidad de salir de Internet, sistemas de comunicación como los blogs, el correo electrónico o los foros, no requieren del dinamismo extremo de los chats ni sufren las limitaciones de los mensajes cortos, y aun así, muchos usuarios insisten en el uso de abreviaciones y errores tipográficos comúnmente aceptados en esos otros contextos. Por otro lado, hay quien relaciona el descenso cultural y el creciente desconocimiento de las reglas más básicas de la lengua escrita con el nacimiento del lenguaje chat.
Es imperiosa la necesidad de educar acerca del uso del lenguaje SMS haciendo énfasis en que el mismo debe ser empleado exclusivamente en chats, mensajes de texto SMS (también en WhatsApp o Telegram) y para postear en Twitter. En 2023, un estudio concluyó que éstos no se producen por desconocimiento de la lengua española, sino nuevas formas de lenguaje generadas por el uso de las tecnologías digitales.